# 上海公交184路
184路是上海市内一条公共汽车线路。本线是作为浦东图书馆新馆开放配套，于2010年6月18日开通。当时的线路是由北艾路(六里现代生活园区)至上海科技馆地铁站。经过多次调整走向，由南码头路昌里东路到杨高中路地铁站。

## 路线基本资料

### 线路走向
- 上行：自南码头路昌里东路起经北艾路、锦绣路、前程路、浦建路、东方路至杨高中路地铁站止。
- 下行：自杨高中路地铁站起经福山路、潍坊路、东方路、浦建路、前程路、南码头路昌里东路。

### 服务时间
- 南码头路昌里东路发车：06:30-20:30
- 杨高中路地铁站发车：07:05-21:05

### 收费
全程单价RMB¥2，无人售票，线路实行公交换乘优惠。

### 停站
- 上行：南码头路昌里东-南码头路邹平路-成山路邹平路-杨高南路成山路-北艾路杨高南路-北艾路锦尊路-北艾路下南路-锦绣路北艾路-锦绣路前程路-前程路(浦东图书馆)-前程路沪南路-浦建路杜鹃路-锦绣路浦建路-锦绣路花木路-锦绣路世纪大道(上海科技馆)-民生路锦绣路-民生路丁香路-杨高中路地铁站
- 下行：杨高中路地铁站-杨高中路芳甸路-芳甸路杨高中路-芳甸路迎春路-迎春路金松路-迎春路长柳路-迎春路民生路-民生路锦绣路-锦绣路世纪大道(上海科技馆)-锦绣路花木路-浦建路锦绣路-浦建路杜鹃路-前程路沪南路-前程路(浦东图书馆)-锦绣路前程路-锦绣路北艾路-北艾路下南路-北艾路锦尊路-北艾路杨高南路-杨高南路浦三路-成山路邹平路-邹平路昌里东路-南码头路昌里东路